# Piotr I (król Aragonii)
Piotr I z Aragonii (ur. 1069, zm. 27 września 1104) – król Aragonii i Nawarry 1094–1104.
Syn Sancho Ramíreza - króla Nawarry i Aragonii jako Sancho I, oraz Izabeli z Urgel. Od 1085 współwładał wraz z ojcem Aragonią. W 1086 w Jaca, ożenił się z Agnieszką Akwitańską, córką księcia Akwitanii Wilhelma VIII. Po śmierci ojca w 1094 objął samodzielne rządy w obu królestwach. W wyniku rekonkwisty w 1096 odzyskał z rąk arabskich Huescę. W 1097 w Huesca, ożenił się po raz drugi, z Bertą Włoską, prawdopodobnie córką hrabiego Sabaudii Piotra I. Symbolizowało to m.in. przeniesienie stolicy z Jaca do niedawno podbitej i większej Huesci. Z pierwszego małżeństwa miał dwoje dzieci, które zmarły w dzieciństwie:
- Izabela w 1103,
- Piotr w 1104.

Po jego śmierci w 1104 władzę w królestwach Aragonii i Nawarry objął jego młodszy brat Alfons I Waleczny.